# Ricardo Gelpi
Ricardo Jorge Gelpi (La Plata, 20 de octubre de 1950) es un médico y profesor universitario argentino, y rector de la Universidad de Buenos Aires (UBA), la universidad más grande de Argentina. Anteriormente se desempeñó como decano de la Facultad de Ciencias Médicas de la UBA.

## Biografía
Ricardo Gelpi nació en La Plata, y estudió medicina en la Facultad de Ciencias Médicas de la Universidad Nacional de La Plata, graduándose en 1976. Luego realizó los estudio doctorales en la misma universidad, finalizando en 1981. 
Se desempeñó como investigador en el Consejo Nacional de Investigaciones Científicas y Técnicas (CONICET). A lo largo de su carrera, fue autor o coautor de hasta 130 artículos de investigación, publicados en revistas nacionales e internacionales. Además, dirigió más de 20 tesis doctorales.
En la Facultad de Ciencias Médicas, se desempeñó como director del Departamento de Patología, y dirigió el Instituto de Fisiopatología Cardiovascular. En 2018 fue elegido decano de la facultad.
Fue elegido rector de la universidad el 24 de junio de 2022 por la Asamblea Universitaria, con 174 votos a favor, 53 abstenciones y 1 voto en contra. Sucedió en el cargo al contador Alberto Barbieri. Junto a Gelpi, la asamblea eligió a Emiliano Yacobitti como vicerrector, ambos para el período 2022-2026. Ambos están asociados políticamente con el partido Unión Cívica Radical (UCR).